# Rupela candace
Rupela candace là một loài bướm đêm trong họ Crambidae.